# Ucho Olki
Ucho Olki – jaskinia w pokładach gipsu na terenie Niecki Nidziańskiej. Wejście do niej znajduje się w Dolinie Skorocickiej (Niecka Solecka), na północny wschód od Skorocic, w pobliżu Jaskini w Skorocicach u Ujścia Doliny i Jaskini Skorocickiej, na wysokości 205 m n.p.m. Długość jaskini wynosi 79 metrów, głębokość 7,2 metra, a jej deniwelacja 8,8 metrów.

Jaskinia znajduje się na terenie rezerwatu przyrody „Skorocice” i jest nieudostępniona turystycznie.

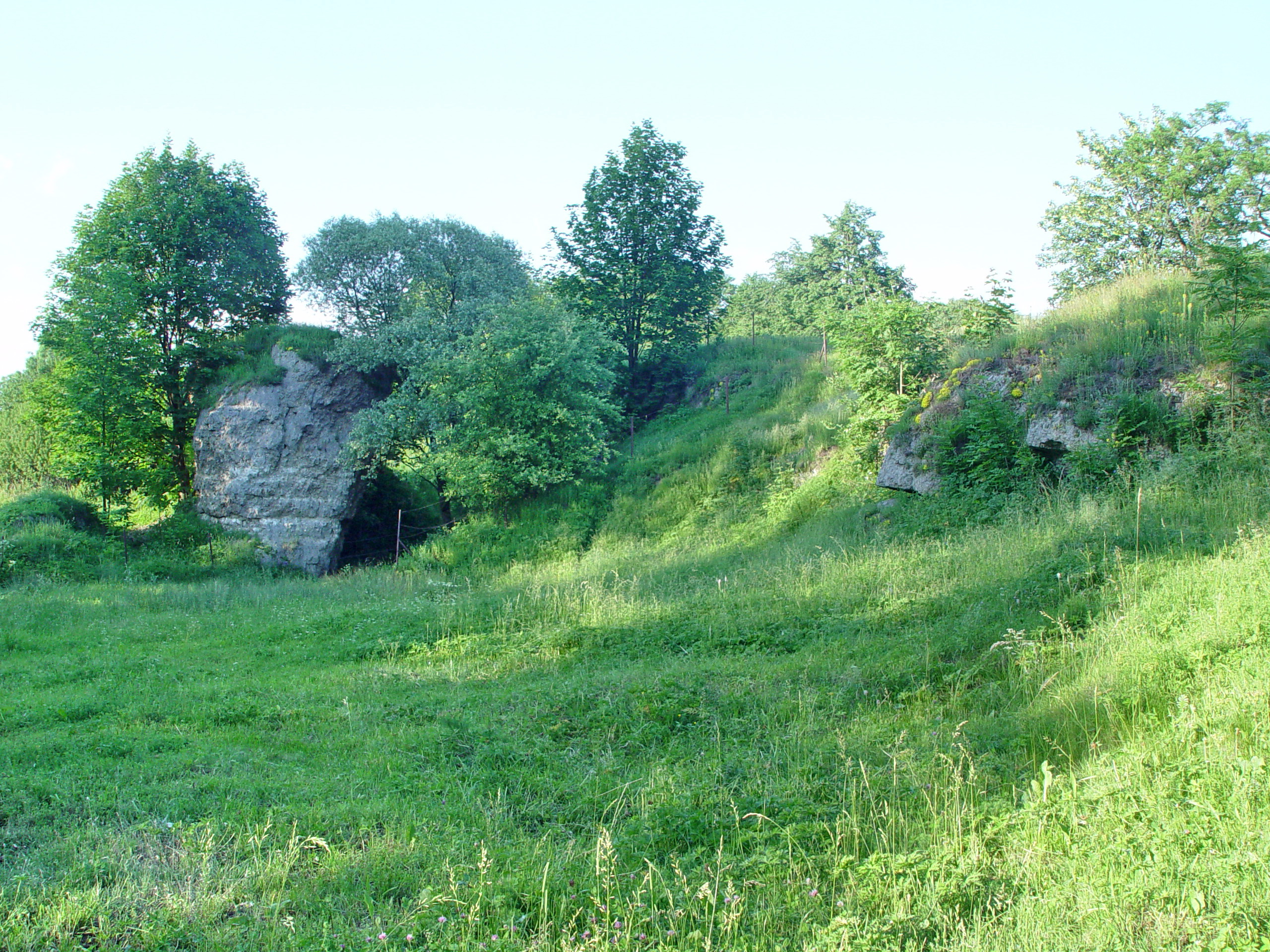
Rezerwat przyrody Skorocice

## Opis jaskini
Za dużym otworem wejściowym jaskini znajduje się wnęka, w której zaczynają się dwie 2,5-metrowe studzienki. Dochodzą one do obszernej, szczelinowej salki z pochylonym dnem. Odchodzą z niej trzy ciągi:
- na południowy zachód 21-metrowy, niski Błotny Korytarz;
- na północny wschód niska salka z okresowym jeziorkiem;
- na południe Korytarz Pajęczy. W jego stropie znajduje się kominek prowadzący do małej Salki z Czaszkami[2].

## Przyroda
W jaskini brak jest nacieków. Występują w niej stałe jeziorka. Ściany są wilgotne, nie ma na nich roślinności. Jaskinie zamieszkują lisy.

## Historia odkryć
Jaskinia była znana od dawna. Pierwszy jej opis i plan sporządzili J. Gubała i A. Kasza w 1999 roku.